# 윤병석

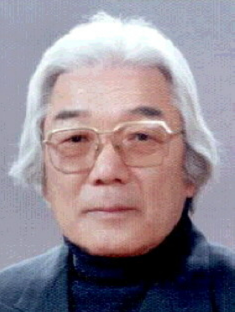
One of the Best South Korean Artists Yoon Byeong Seok

윤병석(尹炳錫, 1935년 2월 20일 ~ 2011년 9월 29일)은 대한민국의 서양 화가로서  'Shell Mosaic Paitng' 창시자이다.
경상남도 출생으로, 서울대학교 미술대학을 졸업했다.
오스트리아 그라츠교구 대주교(Johan Weber)의 초청으로 빈에서 예술활동을 하였으며, 그라츠 소재 국립 박물관, 케냐 나이로비 소재 UN 환경계획본부에 작품이 소장되어 있다.
셸 모자이크 페인팅(Shell Mosaic Painting)을 창시했으며, 오스트리아의 빈, 미국의 뉴욕과 텍사스 등에서 초청 교수 활동을 했다. 그는 뉴욕 타임즈 한국 예술가 사상 처음으로 보도된 대한민국 대표적 화가이다. UN 아카데미평화상(IAEWP NGO) 한국인 최초 수상자이다. 서울 예술의 전당, 창원 성산 아트홀 외 오스트리아,미국 등 국내외 많은 성당, 수도원, 미술관, 박물관 등에 작품이 소장되어 있다.
- 케냐 나이로비 소재 UN 환경계획본부에 'Meeting 1'이 소장되면서 환경예술가로 소개되었으며, UNESCO에는 'Meeting 4'가 소장되어 있다.

- 중국 건립 50주년 기념 홍콩과 톈진에서 열린 국가 행사에 대한민국 대표 예술인으로 초청되었다. 한국미술협회 자문위원을 위촉했다. 그는 경남 원로 예술인 협회 회장직을 맡았으며, 창원대학교 교수를 역임했다.
- 경남 함안문화예술회관 초대 관장.
- 국립창원대학교 예술대학 학장.

## 일생

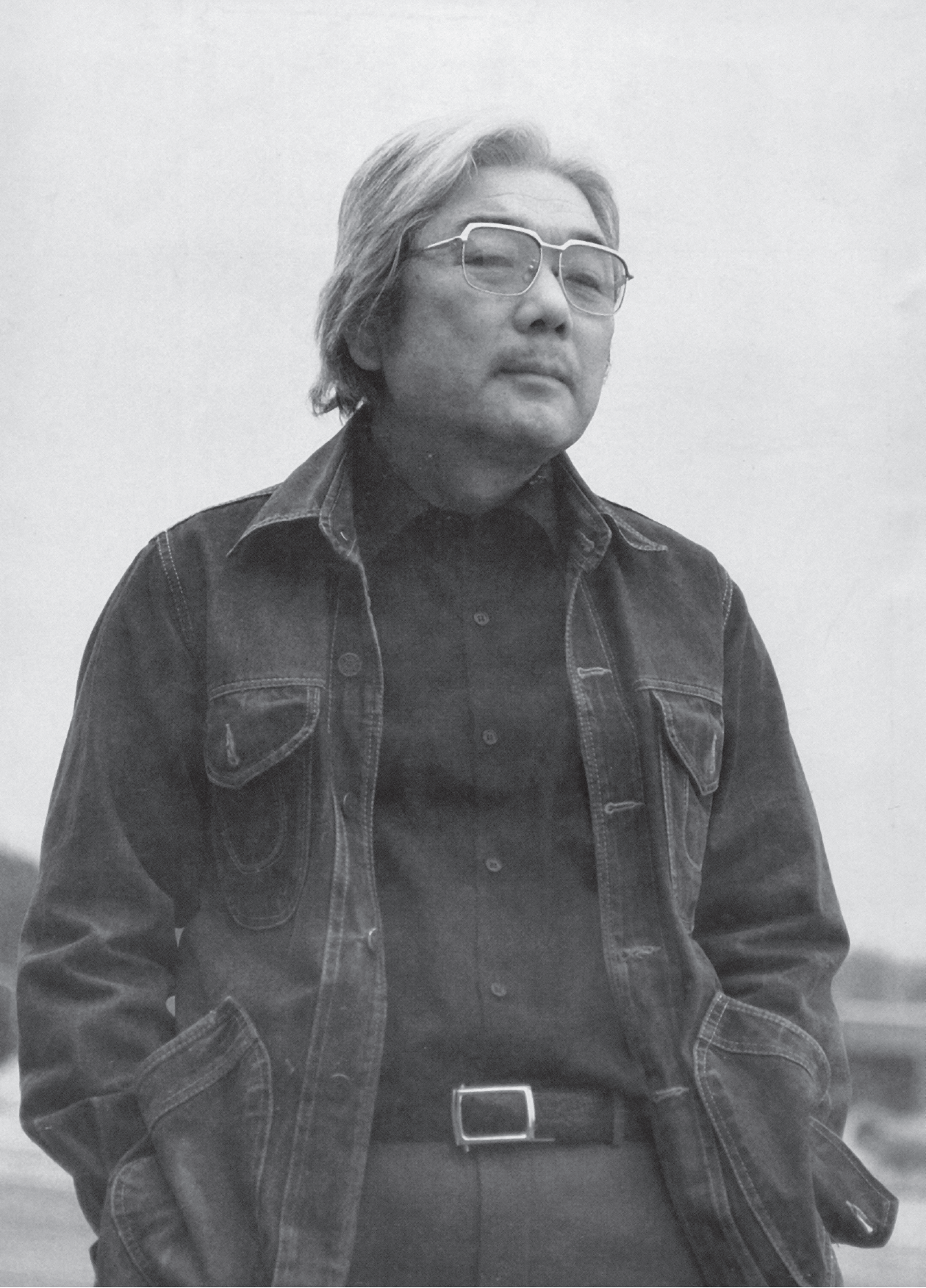
Artist Yoon Byeong Seok

### 출생
경상남도 함안군 가야면 도항리에서 독실한 가톨릭 집안인 부친 윤봉학과, 순교자인 신석복 마르코의 손녀 신분조 사이의 2남 1녀중 장남으로 출생.
부친은 형편이 어려운 청소년들을 위해 야학을 운영하기도 하셨고, 당시 성당이 없던 함안에 함안성당을 지으신 신심이 깊으신 분이었다.

### 성장기
어릴 적부터 호랑이를 잘 그려 동네 어르신들이 칭찬을 많이 하였고, 특히 십자로 중앙에 우뚝 솟은 언덕 위의 집은 함안성당과 탱자나무를 울타리로 하고 있었는데, 어린 시절 놀이터가 된 성당과 울타리 밖으로 내려다 보이는 푸른 들과 황토길, 그 아래 펼쳐진 소박한 삶의 풍경이 평생을 추구해 온 작품의 소재가 됨.
또한 이 시절 부엌 벽에 박힌 조개껍질을 보며 원시미술에 대한 생각이 싹을 틔우고 이후 패각모자이크(Shell Mosaic)를 연구하는 계기가 되었다고 한다.
중학교 시절 영어교과서에 수탉을 그려놓았을 정도로 미술에 심취하였고, 당시 한국에서 활동하던 외국인 신부에게서 철학과 대수학, 그리고 오르간 반주에 대한 개인 레슨을 받았는데 특히 해박한 철학적 지식과 명상은 이후 평생을 바쳤던 작품 속 철학적 바탕이 되었다고 한다.
그리고 서울로 상경, 서울대학교 미술대학 미술중등교원양성소 회화과를 졸업하였다.
이후 홍익대학교 대학원 연구과정 회화과를 수료하였다.

### 사망
2011년 2월 건강검진 결과 수술도 할 수 없을 정도로 위암이 악화된 상태를 확인, 서울과 마산을 오가며 투병하였다.
9월29일 아침마다 다니던 무학산이 보이고 평생 신앙생활을 함께 한 완월성당이 지척에 있는 도립의료원에서 선종하였다.
10월 2일 5일장을 마치고 정영규(마르코),김길상(안드레아),조재영(안드레아) 3명의 신부님 공동 집전으로 완월성당에서 영결식 및 장례미사를 마친 후 창원 추모공원내 바다를 바라보며 영면하였다.

### 참고
세계적으로 알려지게 된 계기로는 Libertiy News Film 720호(U.S.I.S:미국 공보원)에 의해 패각 모자이크가 대한민국 홍보용으로 국내 외 소개되며 알려지게 되었다.
UN 아카데미평화상 한국인 최초 수상, Newyorktimes 한국인 예술가 최초보도 등, 대한민국의 대표 화가로서의 입지를 다졌다.
2017년 1월9일, 창원시 마산합포구 성지여자 중고등학교 교정에 길이 42m의 벽화부조 '장날의 여인들'이 복구되어 재개방 되면서 KBS에 소개되었다. 세계적으로 학교교정에 이런 부조작품이 있는것은 드문 일이다.

## 강의
- 1960~1963    함안여자중학교
- 1963~1975    마산성지여자고등학교
- 1975~1980    Internationals Kolleg Univ. Salzburg
- Volks Hochschule Wiener Urania
- Bildungs Haus St. Virgil Salzburg
- Papstliches Missions Werkin Wien
- Bildungs Zentrum Bei Graz
- 1982~2000    국립창원대학교 교수
- 1986~1987    U.S.A Southwestern Univ. Georgetown Texas
- 1995~1997    U.S.A New Jersey City State College
- 2008            U.S.A New Jersey City State University Visual Art Building Shell Mosaic Speicial class

## 세미나
- 1976.12.10~12.13 Museum. manners Drop Salzburg
- 1977.1.6~1.8       Bildungs Haus St. PÖlten
- 1977.7.29~7.30    Schlo β Goldeg Salzburg Land
- 1978.1.11~1.15    Bildungs Haus St. Virgil
- 1978.2.13~2.20    Päpastliches Missions Werkin Wien
- 1978.4.26~5.2     Landes Reigierung Salzburg Universitat
- 1978.11.9~11.13  Afro-Asiatiche Institudin Wien Universitat

## 수상

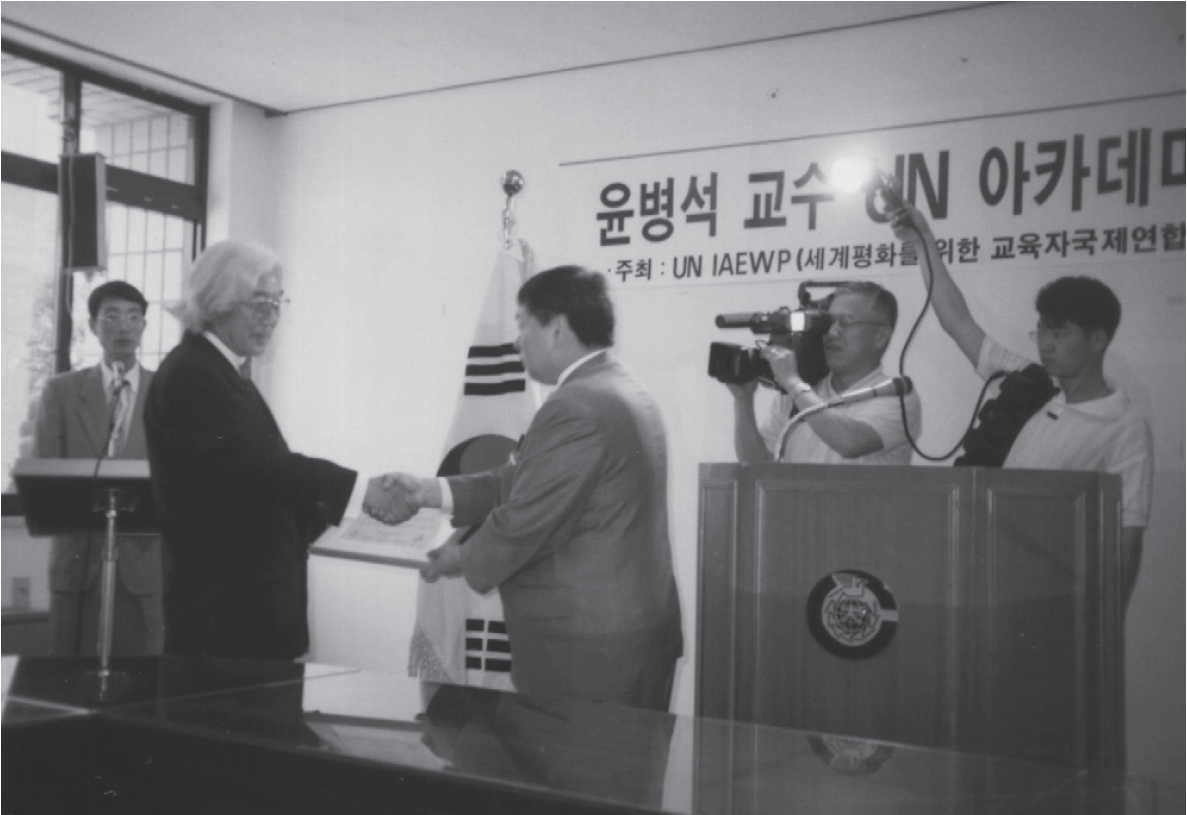
[1997년 UN아카데미평화상 수여식

- 1997.6.24       UN아카데미 평화상(IAEWP NGO) 한국인 최초 수상
- 1987.11.16     독일 Hanova 국제문화협회 문화공로상
- 1990.7.29       오스트리아 Graz Seckau 문화교류공로상
- 1990.12.20      마산시 문화상
- 1994.6.24       국제 문화미술 공로상
- 1997.8.24       중국 천진 미술대학 미술교류공로상
- 2000.2.26       대한민국 근정훈장 옥조장
- 2005.9.25       국제 금자형예술상 (세계 예술가 총연합회 홍콩)
- 2006.10.29      주교 마산교구설정 40주년 기념 가톨릭 문화공로상
- 2008.9.30       함안 예술인상
- 2008.10.31     경상남도 문화상

## 미디어
- 1967. USIS Liberty News Film 720호
- 1970. 중동미술교과서 이상욱 저 '새로운 조형2'에 조개 모자이크
- 1976. Austria Wien Die Presse 수 회 특집
- 1993. 미술세계 6월호
- 1996. UN 보도국 및 UNEP Nairobi, Kenya
- 1996. 경향신문, 연합신문 외 전국 일간지 다수
- 1997. 한국일보
- 1997. New York Times 특집 (한국인 예술가 최초 보도)
- 1997. KTV 조개모자이크 소개
- 1997. 마산 MBC 방송 수 차례

- 2017. KBS 방송 "벽화로 되살아난 '시골장터 여인들'"

## 주요 소장처
대표 소장처

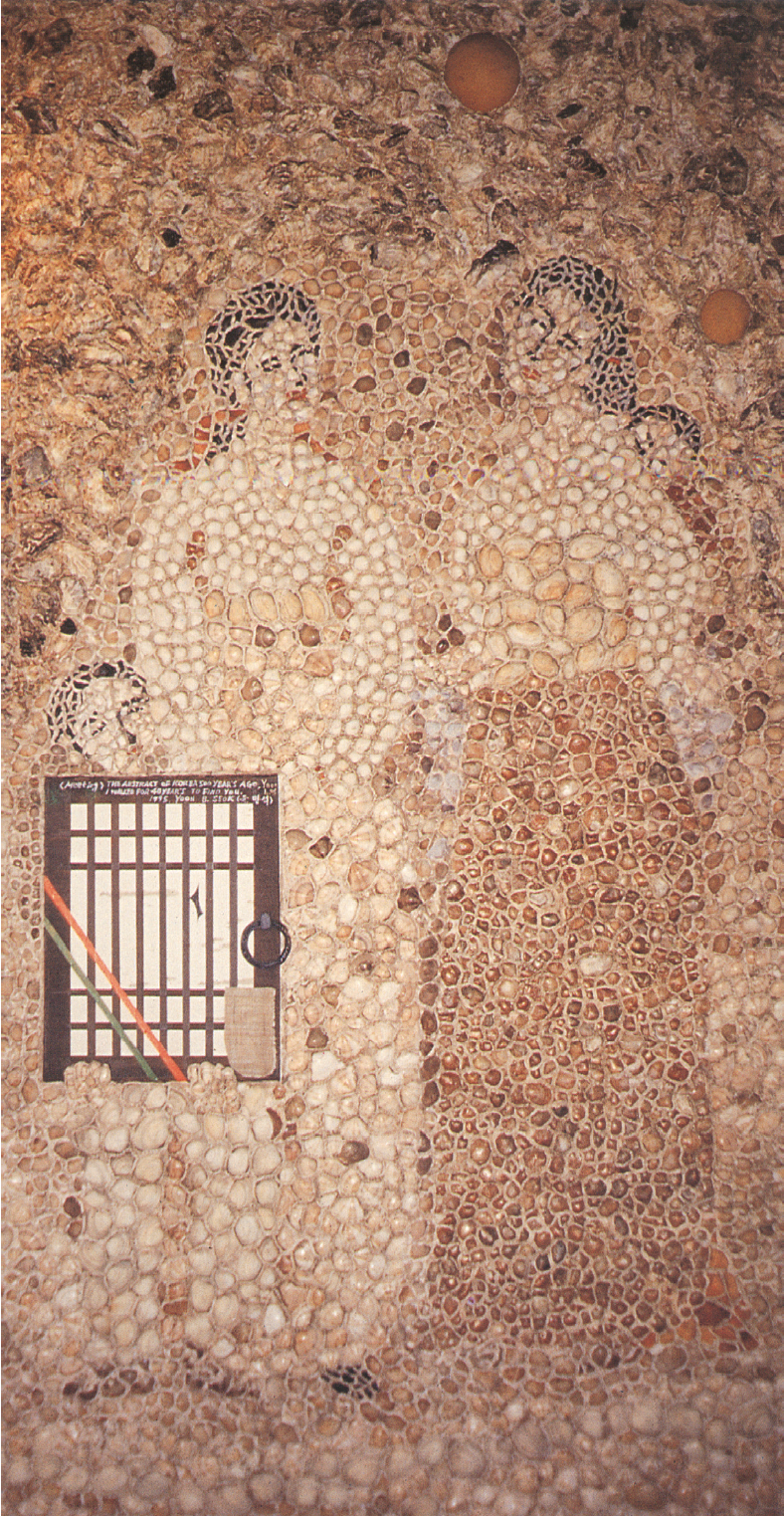
'Meeting 1' UNEP

- Southwestern University Georgetown Texas - 다뉴브의 물결

- UNEP(UN환경계획본부,Kenya Nairobi) - Meeting 1

- UNESCO - Meeting 4
- 예술의 전당 한가람미술관

외 전 세계 미술관,박물관,대학교 등에 수십 점 소장중

## 전시
- 1963. 마산미협회원전 / 일신다방(11.8~11.11)
- 1964. 한국미술작가 초대전 / 삼천포 문화원
- 마산미협회원전 / 일신다방(5.19~5.24)
- 1966. 마산미협회원전 / 제일다방(11.19~)
- 1967. 개인전 / 제일다방(7.14~7.20)
- 마산미협회원전 / 제일다방(10.~)
- 1968. 마산미협회원전 / 희다방
- 1969. 부조 <장날의 여인들 42m x 2.2m> / 성지여고(9.12)
- 시와 미술전 - 정진업 윤병석 / 희다방(1.7~11.10)
- 마산미협회원전 / 제일다방(11.6~11.10)
- 1971. 마산미협회원전 / 제일다방(11.20~11.26)
- 1973. 개인전 / 서울 예총화랑(1.23~1.26)
- 경남미협창립전 / 한성다방(1.24~1.29)
- 마산미협회원전 / 일신다방(11.24~11.28)
- 1974. 오스트리아 Graz Univeritat Faculty Barock Saal 초대 개인전
- 대주교 Johan Weber 초청(9.1~11.30)
- 마산미협회원전 / 고려다방(12.8~12.14)
- 1975. 개인전 / 마산 크리스탈 호텔(6.15~6.22)
- 1976. Schlo β S.T. Marin bei Fraz 작품 개인전(6.6~6.20)
- Haus der Lazaristen in Graz(나자레 대수도원 본원 Paris)작품 <잔치>외 22점 상설 전시(8.9)
- 1977. Bildungs Haus S.T. Polten 작품 개인전(1.6~1.10)
- Schlo β Goldegg Salzburg Land 작품 개인전(7.29~8.4)
- Kapelle von Schlo β Goldegg Salzburg Land 벽화 <삶,죽음> 6m x 2m 제작(7.29)
- 1978. Bildungs Haus S.T. Virgil Salzburg 개인전(1.11~2.12)
- Bildungs Zentrum bei Graz 개인전(2.20~3.12)
- Der Verein der Freunde der Aiatische Maierei in Wien(이태리,프랑스,독일,터키,인도,오스트리아인 등 628명)
- 오스트리아 정부 승인 아시아미술회 창립회장(3.20)
- Schlo β fest Goldegg Salzburg Land fur Youngschar 개인전(8.10~8.14)
- Katholic Yungschar Zenterum Salzburg Land 작품 <나그네> 외 21점 상설전시(9.10)
- 1979. 개인전 / 마산 동서화랑(12.5~12.20)
- 마산미협회원전 / 동서화랑(12.5~12.20)
- Atelie Kordina Yoon in Wien 개인전(12.7~12.20)
- 1980. 경남미술대전 초대전 / 학생과학체육관(9.18~9.24)
- 개인전 / 진화랑(10.23~10.29)
- 마산미협회원전 / 진화랑(12.24~12.30)
- 1981. 초청 재진작가회전 / 진해 흑백다방(4.1~4.16)
- 문인,화가 도예전 / 마산 백자화랑(6.25~6.30)
- 마산미협회원전 / 진화랑(11.24~11.29)
- 1982. 초청 재진작가회전 / 진해 흑백다방(4.2~4.17)
- 현대미술초대전 / 지방 단체 문예진흥원(8.27~9.4)
- 마산미협회원전 / 진, 미화랑(10.10~10.19)
- 경남 중진작가 초대전 / 경남신문사(11.25~12.03)
- 1983. 개인전 / 백자화랑(7.13~7.19)
- 마산미협회원전 / 동서화랑(9.24~9.30)
- 경남미술대전 초대전 / 도민홀(10.17~10.26)
- 여수, 마산 합동전 / 여수(8.4~8.8)
- 관전, 혁전 / 부산가톨릭 문화원(8.17~8.22)
- Heinz Satzinger, 윤병석 2인전 /이조화랑(8.27~9.2)
- 경남미술대전 초대전 / 경상남도문화예술회관(10.2~10.8)
- 혁전, Epoque전 / 전북예술회관(10.6~10.10)
- 마산미협회원전 / 진화랑(10.26~10.30)
- 1985. 겨울소묘전 / 백자화랑(2.2~2.15)
- 한국미술협회전 / 국립현대미술관(7.16~7.21)
- 남부현대미술제 / 제주동인미술관(8.3~8.9)
- 일본 초류미술초대전 / 동경도미술관(9.23~9.29)
- 마산,여수 합동전 / 가야백화점(10.10~10.16)
- 경남미술대전 초대전 / 도민홀(10.26~11.4)
- 혁전 / 이조화랑(11.1~11.7)
- 현대작가초대전 / 경상대학교(12.7~12.20)
- 1986. 미술초대전 / 창원시청(4.1~4.6)
- 마산미협회원전 / 가야백화점(9.29~10.2)
- 1987. Alma Thomas Tineart Gallery Georgetown Texas 개인전(1.31~2.8)
- Southwestern University 교수 미전(3.20~3.31)
- Hilton Hotel Dallas Texas 한인회 초대 개인전
- 경남미술초대전 / 경상남도문화예술회관
- 문화미술대전 초대전 / 디자인포장센터(11.9~11.13)
- Hanova 국제전 초대 / Hanova Kingdom(11.26~12.3)
- 혁 초대전 / 울산공간미술관(11.28~12.2)
- 1988. 한, 일, 중 초대전 / 디자인포장센터(3.7~3.20)
- Southwestern University 교수 미전(3.20~3.31)
- 대만, 태국, 일본 아시아순회초대전(7.22~8.10)
- 일본 초류미술초대전 / 동경도미술관(7.29~8.4)
- 한, 일 미술교류전 / 창원 KBS(8.30~9.5)
- 경남미술대전 초대전 / 문화예술회관(10.5~10.14)
- 마산미협회원전 / 가야백화점(10.6~10.12)
- 1989. 화진미술관 개관기념전 / 화진미술관(3.2~3.12)
- 개인전(문교부 학술진흥재단연구비지원) / 화진미술관(3.24~3.28)
- 여수, 마산 합동전 / 여수(6.24~6.29)
- 경남미술대전 초대전 / 경상남도문화예술회관(8.19~9.4)
- 마산미협회원전 / 성안백화점(9.29~10.11)
- 혁전 / 부산가톨릭센터(12.18~12.20)
- 1990. 문화미술대전 초대전 / 세종문화회관(1.9~1.13)
- Mailast Show / 일본 복강(2.11~2.19)
- 경남미술의 오늘전 / 창동갤러리(3.5~3.25)
- 청담미술관 초대 작품 개인전 / 청담미술관(11.11~11.19)
- 혁전 / 부산일보
- 경남미술초대전 / 경상남도문화예술회관
- 남도한마음축제전 / 창원 KBS(10.24~10.28)
- 경남미협회원전 / 경상남도문화예술회관
- 마산미협회원전 / 성안백화점(11.20~11.25)
- 1991. 원로,중견작가전 / 예인화랑(3.16~3.22)
- 오늘의 작가전 / 예인화랑(4.6~4.17)
- 남부현대미술제 / 묵포단원미술관(6.23~6.29)
- 경남미술대전 초대전 / 경상남도문화예술회관(9.30~10.4)
- 미술작품 특별전 / 예인화랑(10.14~10.16)
- 여수, 마산 합동전 / 여수(10.16~10.20)
- 1992. 양화신작전 / 예인화랑(1.17~1.23)
- 중견작가 초대전 / 예인화랑(2.24~2.30)
- 마산미협회원전 / 성안백화점
- 경남미술대전 초대전 / 경상남도문화예술회관(8.28~9.4)
- 남도한마음축제 / 광주, 경상남도문화예술회관(9.29~10.1)
- 1993. 신년기획전 / 예인화랑(1.11~1.17)
- 남도한마음축제 / 광주
- 마산미협회원전 / 성안백화점
- 시현전 / 백악미술관(7.15~7.21)
- 경남미술대전 초대전 / 경상남도문화예술회관(8.2~9.3)
- 여수, 마산 합동전 / 여수
- 윤병석 미술 50년전 / 예술의 전당(11.2~11.11)
- 1994. 예술의 전당 전관 개관기념<음악과 무용과 미술전> 초대전 / 예술의 전당(2.16~3.6)
- <향가>소장 기념 작품 개인전 / 성안백화점(3.20~4.3)
- 태국, 괌대학교, 말레이시아, 대만, 싱가폴 순회 국제문화미술대전 초대(7.4~7.20)
- 한국미술협회전 / 예술의 전당(7.21~7.30)
- 경남미술대전 초대전 / 경상남도문화예술회관(8.27~9.3)
- 경남미술초대전 / 경남신문사(10.5~10.12)
- 창원대학교 교수미전 / 창원대 Gallery(11.3~11.9)
- 시현전 / 문예진흥원(11.24~11.30)
- 1995. 경남미술초대전 / 창원갤러리(3.15~3.21)
- 자연의 관조전 / 예인화랑(4.5~4.11)
- 시현전 / 백악미술관
- 1996. 개인전 / New Jersey City University Gallery(3.26~4.1)
- New Jersey City University 교수미전
- 1997. '97아시아미술초대전 / 세종문화회관(3.22~3.27)
- 국제문화미술대전 / 세종문화회관(6.1~6.5)
- UN국제환경언론인대회 초대전 / 신라호텔(6.26.5)
- 중국 천진 미술대학 초대전 / 천진(8.24~9.20)
- 창원 미술대상전 초대전 / 마루갤러리(10.7~10.13)
- 남도미술초대전 / 도민홀(10.10~10.14)
- 시현전 / 종로갤러리(11.5~11.11)
- 1998. 대우갤러리 미술초대전 / 마살대우갤러리(1.3~1.18)
- 마산문화원 초대전 / 마산문화원(3.7~3.19)
- 한국문화미술대전 초대,심사 / 세종문화회관(7.27~7.30)
- 시현전 / 종로갤러리(9.2~9.8)
- 마산미협회원전 / 성안문화전시실(10.15~10.19)
- 한국현대미술전 / 인터넷 가상공간 - artin.com(12.1~5.30)
- 1999. 아시아미술초대전 / 세종문화회관(3.28~4.1)
- 경남미술대전 초대전
- 남도미술교류전
- Hong Kong 서울 합동전 Hong Kong tl cjdtk rhansdmfh ckark(7.22~7.26)
- 한, 일 교수 초대전 / 창원대(9.7~9.13)
- 중국 건국 50주년 한국미술초대전 Peking 중앙TV 고문으로 참가(9.27~10.2)
- 시현전 / 동덕아트갤러리(12.8~12.14)
- 2000. 시현전 / 종로갤러리(11.22~11.28)
- 2001. 함안 문화의 집 개관 기념 초대전 / 함안 문화의 집(2.13~2.15)
- 시현전 / 진부령미술관(8.8~10.7)
- 향토작가 초대전 / 마산대우갤러리(11.21~11.30)
- 한, 중 미술교류전 / 마산교육문화갤러리(12.25~12.28)
- 2002. 동, 서 미술의 현재전 경남, 전남 / 성산아트홀(4.1~4.30)
- 마산미혐 창립 40주년전 / 마산교육문화갤러리(10.11~10.16)
- 2003. 동, 서 미술의 현재전 경남, 전남 / 성산아트홀(2.26~3.2)
- 21회 여수, 마산전(10.24~10.30)
- 혁 동인 창립 40주년 특별전 찬조 출품 / 부산문화회관(11.3~11.8)
- 2004. 아세아미술초대전 / 디자인프라자(4.5~4.8)
- 경남도립미술관 개관전 - 경남미술의 어제와 오늘 / 경남도립미술관(6.23~8.25)
- 2006. 한국현대미술 12인 초대전 / 서울 예일화랑
- 2010. 윤병석 초대전 / 창원상공회의소 챔버갤러리(10.12~11.19)
- 2014. 고향의 연가 윤병석 전(유고전) / 경남도립미술관(9.18~12.10)